# Garde-Colombe
Garde-Colombe – gmina we Francji, w regionie Prowansja-Alpy-Lazurowe Wybrzeże, w departamencie Alpy Wysokie. Została utworzona 1 stycznia 2016 roku z połączenia trzech wcześniejszych gmin: Eyguians, Lagrand oraz Saint-Genis. Siedzibą gminy została miejscowość Eyguians. W 2013 roku populacja wyżej wymienionych gmin wynosiła 545 mieszkańców.